# 瞬膜

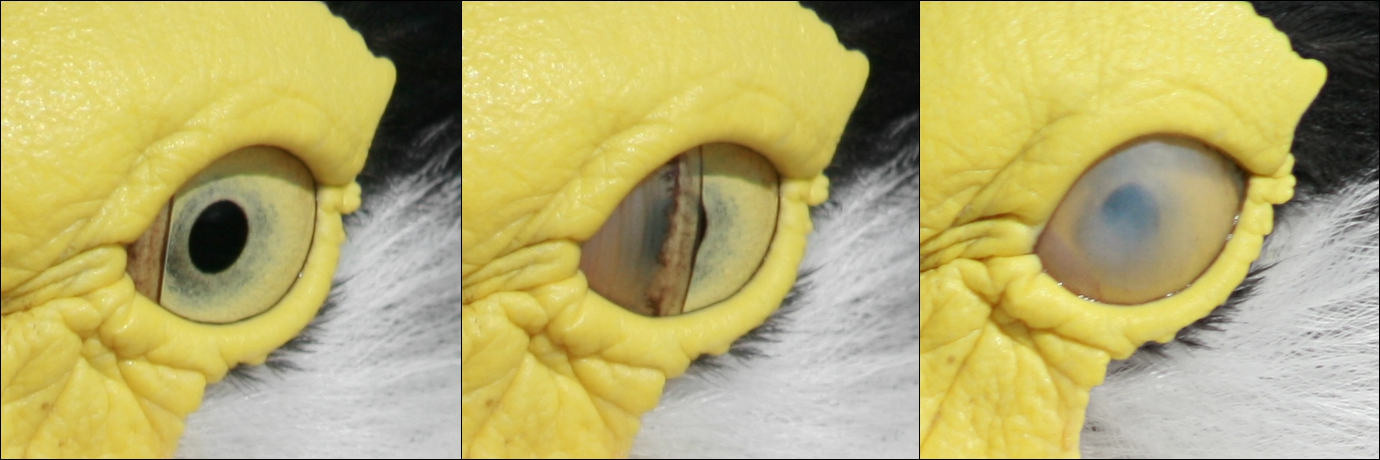
白颈麦鸡左眼闭合时的瞬膜，其起始于内眦

瞬膜（nictitating membrane）是两栖类无尾目、大多爬行类和鸟类上下眼睑内侧的透明或半透明的皮褶，其由内向外覆盖角膜，有湿润及保护眼球表面的作用而同时保持相当视力，俗称第三眼睑。
在一些爬行类、鸟类和鲨鱼有完整的瞬膜。由於瞬膜在演化的历史出現得早，多數動物的身上都能看到遺留，尽管多数哺乳类的瞬膜变成痕迹器官只残存一小部分于内眦，少数哺乳动物，如猫、骆驼、北极熊、海豹和土豚，具有完整的瞬膜。人也有瞬膜但已經退化，這片瞬膜也残存在眼内角，为不能活动的半月皱襞。